# Pannaxiakos F.C.
Club de fútbol Pannaxiakos (en griego: Πανναξιακός Α.Ο.) es un club de fútbol griego, con sede en la ciudad de Naxos, Cícladas.
El club fue fundado en 1960.

## Jugadores destacados del pasado
- Ilias Chouzouris
- Vasilios Rovas
- Giannis Kostopoulos
- Michalis Tzormbatzakis
- Christos Arianoutsos
- Grigoris Toskas
- Asterios Themelis
- Dimitris Keramiotis
- Konstantinos Papastathopoulos
- Giorgos Karousis
- Christos Rovas
- Kostas Skoupras
- Giorgos Katsanis
- Nikos Stamos
- Nikos Voulgaris
- Aggelos Kemavor
- Konstantinos Lima
- Pantelis Athanasiou
- Giannis Kontis
- Kostas Manolas

## Exgerentes notables
- Noni Lima
- Giorgos Vlastos
- Jovan Mihajlovic
- Dimitris Skounas
- Christos Pelekis

## Honores

### Títulos y honores nacionales
- Campeones de las Cyclades: 7
  - 1982–83, 1992–93, 1998–99, 2002–03, 2010–11, 2014–15, 2019–20
- Ganadores de la Cyclades Cup: 6
  - 1986–87, 2003–04, 2006–07, 2011–12, 2012–13, 2014–15